# ダラス・ストリートカー
ダラス・ストリートカー（Dallas Streetcar）は、アメリカ合衆国テキサス州ダラスに存在する路面電車（ストリートカー）。ダラス市が路線を所有し、列車の運行はダラス高速運輸公社（Dallas Area Rapid Transit、DART）によって行われる。

## 関連項目

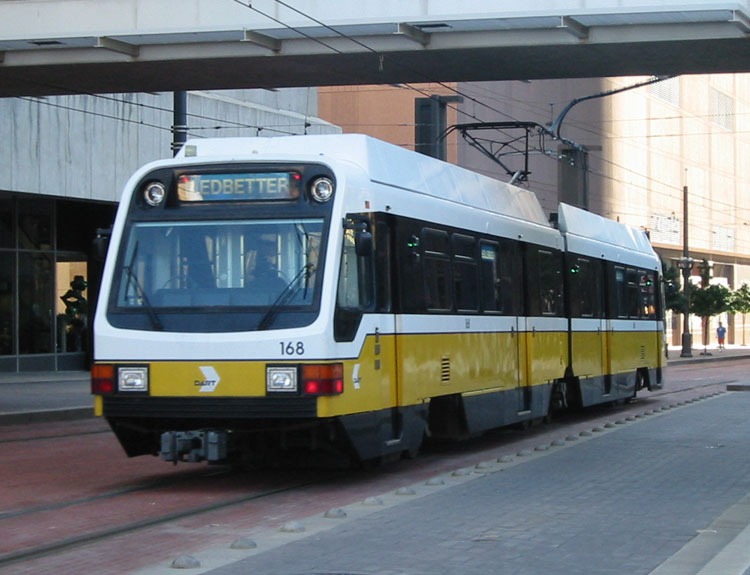
DARTライトレール ダラスと郊外を結ぶライトレール路線
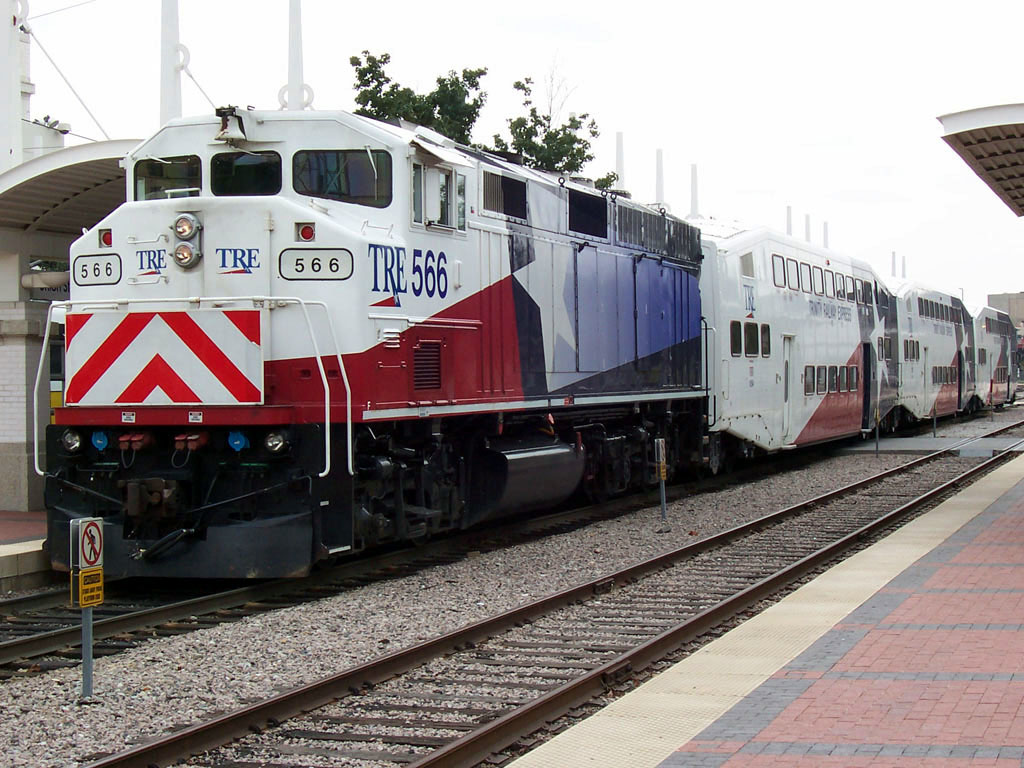
トリニティ・レールウェイ・エクスプレス ダラスとフォートワースを結ぶ通勤鉄道
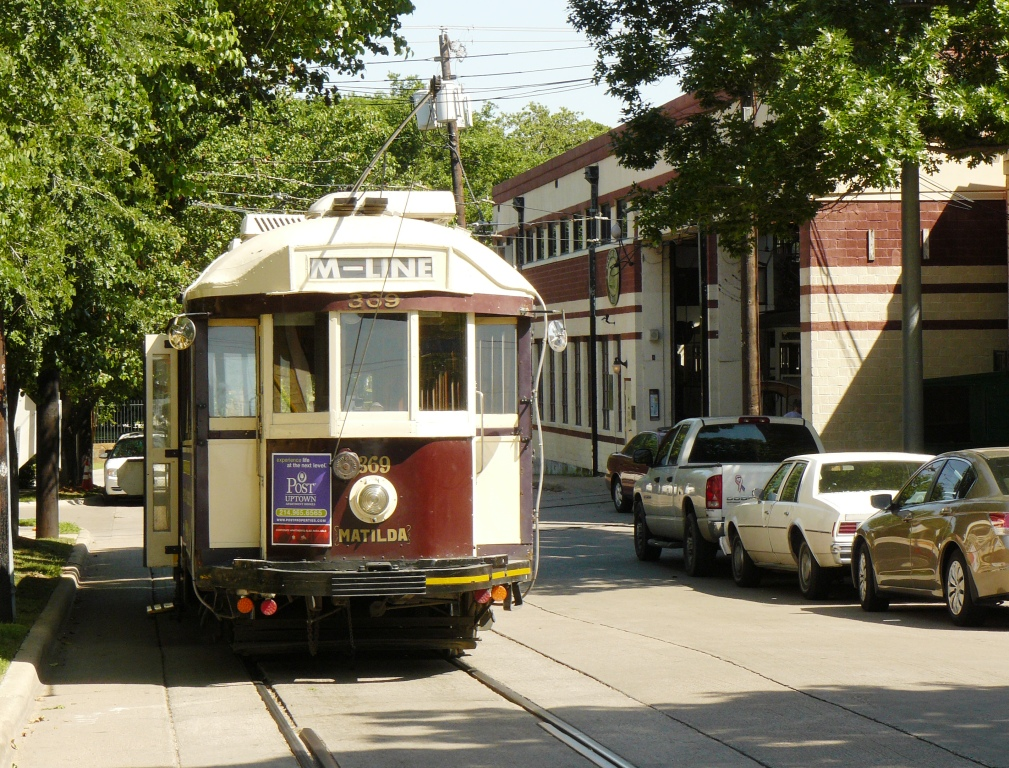
Mライン ダラス市内を走る保存路面電車 運営は"McKinney Avenue Transit Authority"（MATA）によって行われる

## 概要
ライトレールや通勤鉄道が停車するユニオン駅と接続し、オーククリフ地域を走る路面電車。2013年3月から建設が始まり、2015年4月13日に第1期路線となるユニオン駅 - ベックリー電停間が、翌2016年4月29日にはビショップアーツ電停までの第2期路線が開通した。第1期路線に関する建設費用の内訳は2009年アメリカ復興・再投資法に基づく"TIGER"助成金が2,300万ドル、DARTからの支出が2,500万ドル、道路通行料からの収入が300万ドルであった。
全長3.94 km（2.45 mi）の路線の多くは直流750 V（架空電車線方式）で電化されているが、トリニティ川を跨ぐヒューストン・ストリート高架橋（全長1.6 km、1.0 mi）には景観保護のため架線が設置されておらず、この区間を通る電車は蓄電池に蓄えた電気で走行する。ダラス・ストリートカーはこの方式を採用したアメリカ合衆国初のストリートカーである。
運転間隔は20分で、朝5時台に始発列車、夜11時（23時）台に最終列車が設定されている。全線乗車時の所要時間は12分である。開業時から2019年時点までの運賃は全線無料だが、2018年のダラス市議会での承認に伴い、将来的に1ドルの運賃が設定される事になっている。
2019年現在、ヤング通り（Young Streets）、ラマー通り（Lamar Streets）、ウッド通り（Wood Streets）、ヒューストン通り（Houston Streets）を経由する延伸計画があり、この区間は単線による環状路線となる予定である。

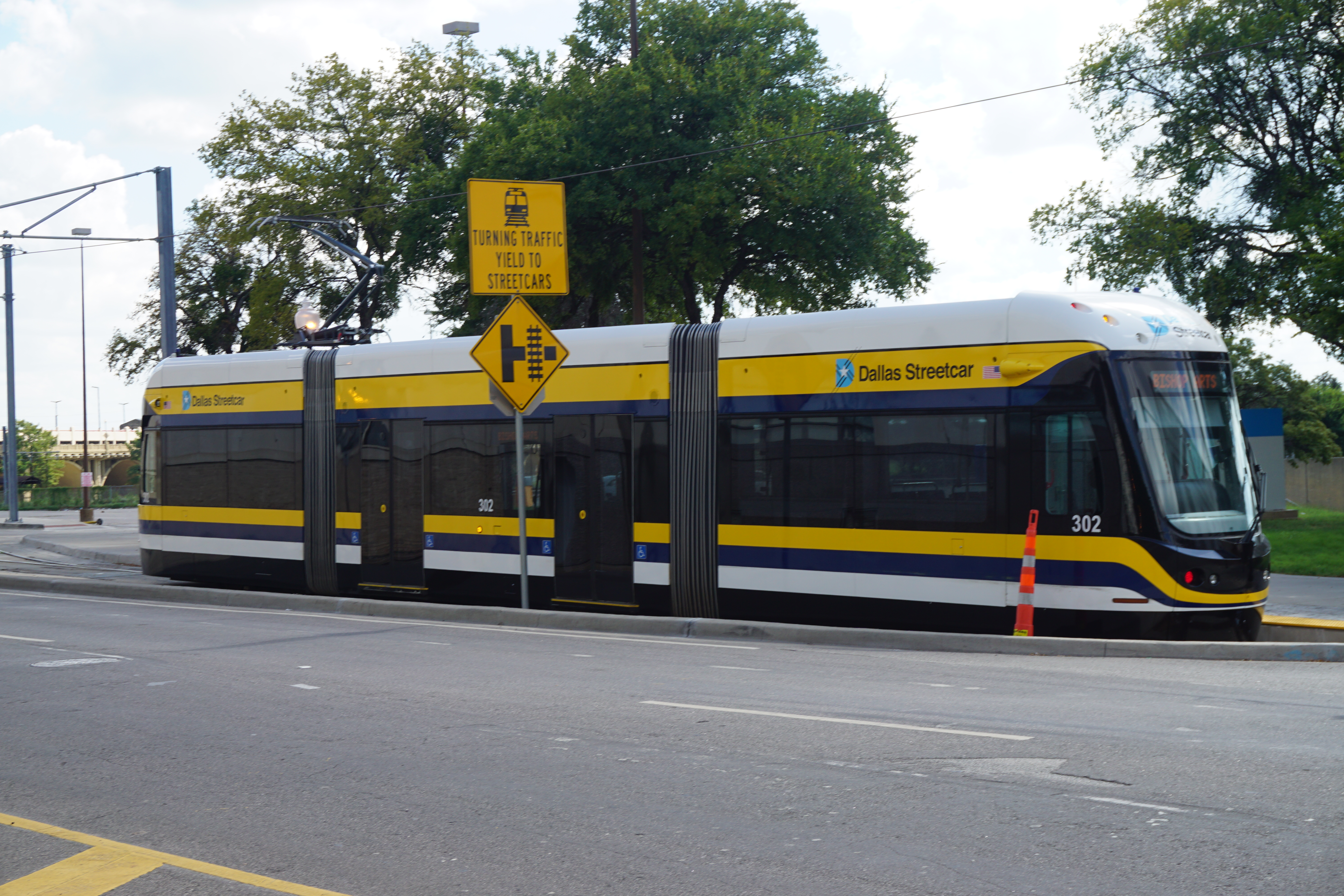
ユニオン駅電停（2016年撮影）
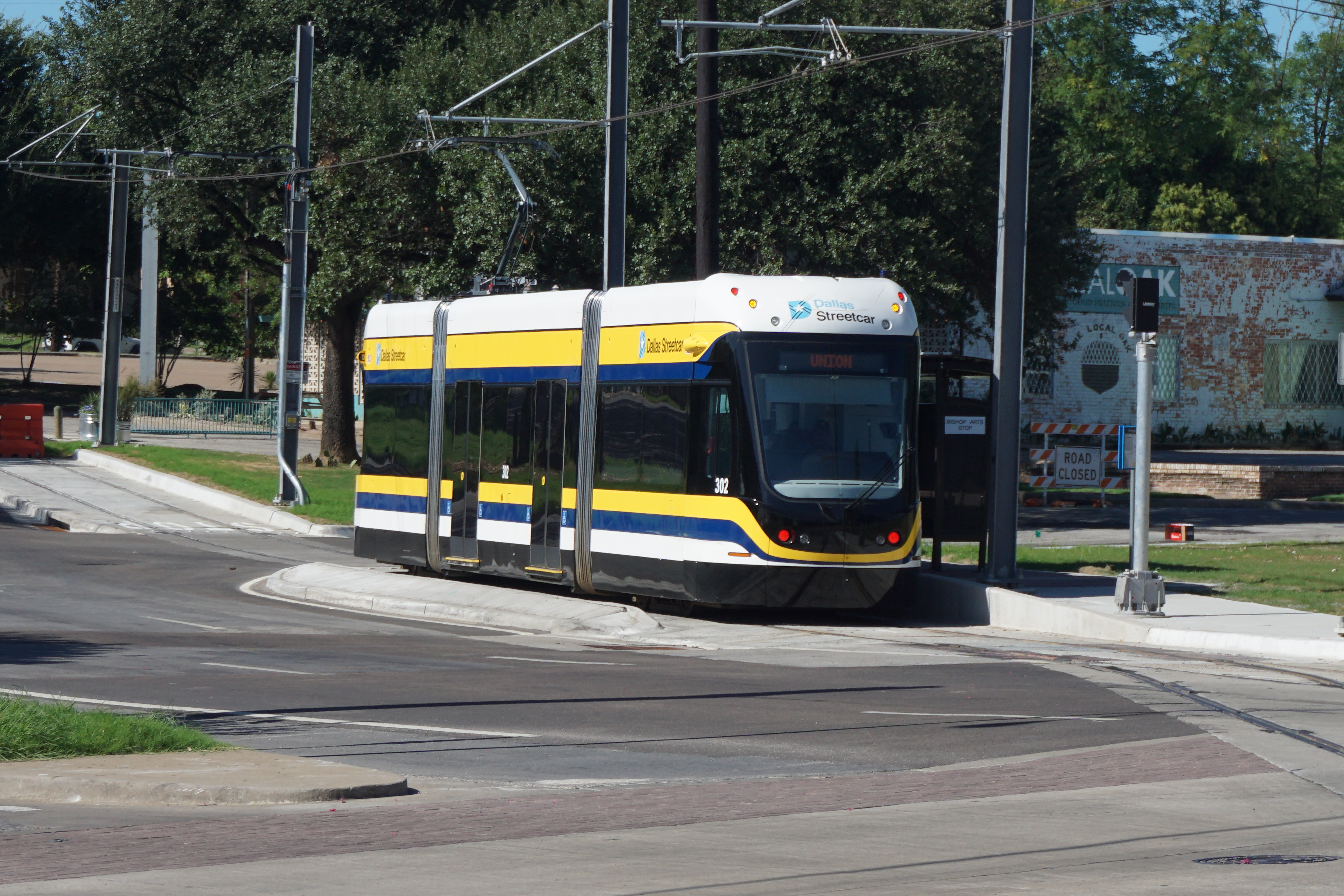
ビショップアーツ電停（2016年撮影）

## 電停一覧
| 電停名                            | 接続交通機関                                                                                        | 接続交通機関                         | 備考                                                                                          |
| 電停名                            | 鉄道・ライトレール                                                                                  | バス                                 | 備考                                                                                          |
| --------------------------------- | --------------------------------------------------------------------------------------------------- | ------------------------------------ | --------------------------------------------------------------------------------------------- |
| ユニオン駅 （EBJ Union Station）  | DARTライトレール （レッドライン、ブルーライン） トリニティ・レールウェイ・エクスプレス アムトラック | 11、19、21、60系統 722系統（D-Link） | 接続路線が停車するユニオン駅との間は徒歩5分、722系統（D-Link）のバス停とは徒歩2分の移動が必要 |
| グリーンブライアー （Greenbriar） | |                                      | [ 1 ]                                                                                         |
| オーケンワルド （Oakenwald）      | |                                      | [ 1 ]                                                                                         |
| ベックリー （Beckley）            | |                                      | [ 1 ]                                                                                         |
| 6番通り （6th Street）            | | 21、42、81、82、522系統              | [ 1 ]                                                                                         |
| ビショップアーツ （Bishop Arts）  | | 81、82、444、522、542系統            | [ 1 ]                                                                                         |

## 車両

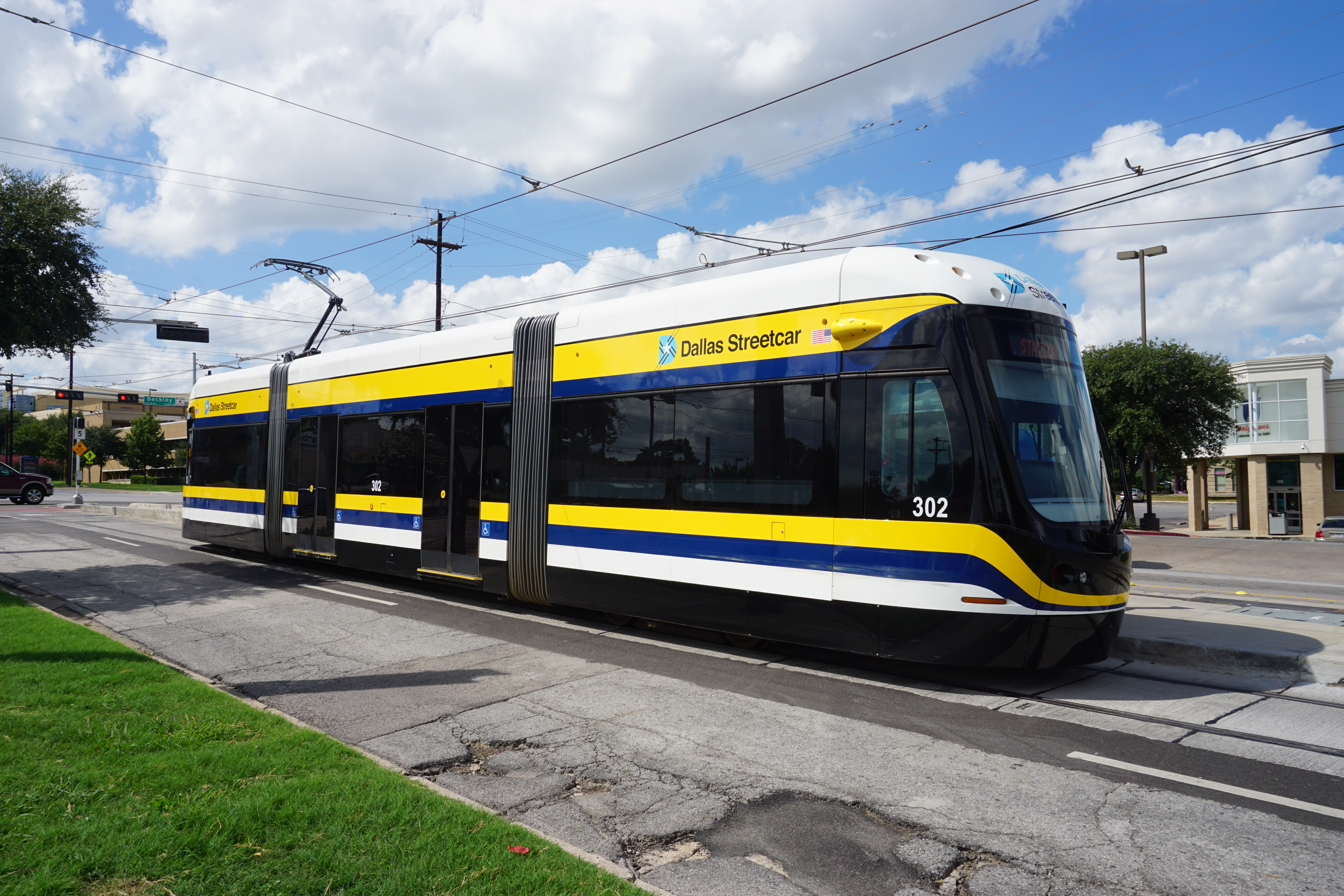
302（2016年撮影）

ダラス・ストリートカーは、ブルックビル・エクイップメント・コーポレーションが展開する70％部分超低床電車であるリバティ（Liberty）を初めて導入した路線である。障害を持つアメリカ人法（ADA）に適合したバリアフリー設計で、開発にはダラス市やDARTも参加した。前述の通り架線から集めた電力を貯蔵するリチウムイオン式オンボード充電器（ESS）が設置されており、蓄電池管理システム（battery management system、BMS）によって充電状態が逐一監視され非電化区間でも適正な運用が可能となっている。
2015年の開業時に2両、2016年の延長時に2両が導入されており、2019年現在は4両（301 - 304）が使用される。